# Raúl Horacio Balbi
Raúl Horacio Balbi est un boxeur argentin né le 7 octobre 1973 à Buenos Aires.

## Carrière
Passé professionnel en 1993, il devient champion du monde des poids légers WBA après sa victoire aux points face à Julien Lorcy le 8 octobre 2001 au palais des sports de Paris. Battu dès le combat suivant par Leonard Dorin le 5 janvier 2002 et lors du combat revanche, Balbi met un terme à sa carrière en 2010 sur un bilan de 55 victoires, 11 défaites et 2 matchs nuls.